# Persarménie
Ne doit pas être confondu avec Arménie perse.

Les quinze provinces de l'Arménie historique, avec la Persarménie au sud-est.

La Persarménie, Parskahayk, P’arskahayk’, Nor Chirakan ou Norchirakan (en arménien Պարսկահայք, Նոր Շիրական) est la septième province de l'Arménie historique selon le géographe arménien du VIIe siècle Anania de Shirak. Elle est située sur la rive occidentale du lac d'Ourmia, au nord-ouest de l'actuel Iran.

## Districts
La province est divisée en 9 districts ou cantons (gavar, գավառ) : 
- Ayli / Kuričan (Այլի / Կուռիճան) ;
- Mari gawaṙ (Մարի գավառ) ;
- T’ṙabi gawaṙ (Թրաբի գավառ) ;
- Arasx / Ovea (Արասխ) ;
- Aṙnay / Ĕṙnay (Ըռնա) ;
- Tamber (Տամբեր) ;
- Zarēhawan (Զարեհավան) ;
- Zarawand (Զարևանդ) ;
- Hēr (Հեր).